# Steve Khan

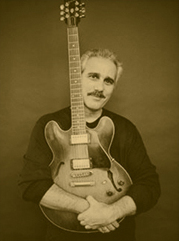
Steve Khan (2009)

Steve Khan (* 28. April 1947 in Los Angeles als Steven Harris Cahn) ist ein amerikanischer Fusiongitarrist. Von der japanischen Fachzeitschrift Jazz Life wurde Khan zu einem der 22 wichtigsten Jazzgitarristen aller Zeiten erklärt.

## Leben und Wirken
Khan stammt aus einer Musikerfamilie. Der Sohn des Songwriters Sammy Cahn erhielt ab dem fünften Lebensjahr Klavierunterricht, wechselte aber später zum Schlagzeug, das er bei den Chantays und in anderen Bands spielte. Während seines Studiums (Musik und Psychologie) an der University of California, Los Angeles wechselte er 1966 zur Gitarre; er nahm Privatunterricht bei Ron Anthony.
1969 zog Khan nach New York, wo er mit James Brown, Aretha Franklin, Diane Schuur und Blood, Sweat & Tears ebenso spielte wie mit George Benson, Hubert Laws, Bob James, Don Grolnick, Billy Cobham oder Tom Scott. Seine Engagements bei den Brecker Brothers (bis 1977) und bei Steely Dan trugen dazu bei, dass seine Qualitäten als Studiogitarrist deutlich wurden. Seit 1974 trat er auch als Gitarren-Duo mit Larry Coryell auf. Ab 1977 legte er eigene Alben vor; auch tourte er mit den „CBS All Stars“. Ab 1981 tourte er mit der eigenen Gruppe „Eyewitness“. In den Jahren 1983 bis 1985 erschienen die drei Alben Eyewitness, Casa Loco und Blades, 1990 das vierte und letzte Album Public Access.
1986 wurde Khan Mitglied von Joe Zawinuls „Weather Update“, bevor er mit „Elements“ und mit Mike Mainieri tourte. Sein Album Local Color (1987) mit Rob Mounsey wurde für einen Grammy nominiert. An Miles Davis’ Einspielung des Albums Amandla (1989) war er beteiligt. 1994 war er mit Anthony Jackson und Dennis Chambers auf Europa-Tournee (The Suite Case. Live in Köln). Eine Japantournee mit Dave Samuels’ Projekt A Tribute to Cal Tjader brachte beide auf die Idee, gemeinsam mit Dave Valentin das Caribbean Jazz Project zu gründen, an dessen ersten beiden Alben (New Horizons, 2000; Paraiso, 2001) Khan beteiligt war.
Seit Mitte der 1990er Jahre spielte er in einem Trio mit John Patitucci und Jack DeJohnette, das zuletzt das Album Borrowed Time vorlegte. In den letzten Jahren veröffentlichte er mit Parting Shot, Subtext und Backlog eine Trilogie von Alben, die sich mit lateinamerikanischer Sounds beschäftigten.
Khan ist auch als Musikpädagoge, Publizist und Produzent tätig; so hat er Lehrbücher wie Pentatonic Khancepts oder Contemporary Chord Khancepts (beide 2002) verfasst. Auf seiner Webpräsenz finden sich auch Khans Transkriptionen von Soli anderer Musiker, beispielsweise von Wes Montgomery oder John Scofield.

## Diskografische Hinweise
- Tightrope (1977), Tappan Zee Records
- Blue Man (1978, Solo-Album), Columbia
- Arrows (1979, Solo-Album), Columbia
- Evidence (1980, Solo-Album), Arista Novus
- Eyewitness (1981), Antilles Records
- Modern Times (1982), Trio Records, mit Anthony Jackson, Steve Jordan, Manolo Badrena
- Casa Loco (1984), Antilles, mit Anthony Jackson, Steve Jordan, Manolo Badrena
- Blades (1985)
- Public Access (1990), GRP
- Let's Call This (1991), Blue Moon, mit Ron Carter, Al Foster
- Headline (1992), Blue Moon
- Crossings (1994), PolyGram
- The Collection (1994, Kompilation aus den Alben Tightrope, The Blue Man und Arrows)
- You Are Here (1997), Siam Records, mit Rob Mounsey
- The Green Field (2005)[4]
- Borrowed Time (2007), Tone Center Records[5]
- The Suitcase (2007), ESC Records, mit Anthony Jackson, Dennis Chambers
- Parting Shot (2011), Tone Center Records, mit Anthony Jackson, Dennis Chambers
- Public Access (2011), mit Anthony Jackson, Dave Weckl, Manolo Badrena
- Subtext (2014), Shrapnel Records
- Backlog (2016), ESC Records, mit Rubén Rodríguez, Bobby Allende, Marc Quiñones, Mark Walker sowie Rob Mounsey, Randy Brecker, Mike Mainieri, Bob Mintzer, Tatiana Parra[6]
- Patchwork (2019), Tone Center

## Lexigraphische Einträge
- Martin Kunzler: Jazz-Lexikon. Band 1: A–L (= rororo-Sachbuch. Bd. 16512). 2. Auflage. Rowohlt, Reinbek bei Hamburg 2004, ISBN 3-499-16512-0.